# November 21.
November 21. az év 325. (szökőévben 326.) napja a Gergely-naptár szerint. Az évből még 40 nap van hátra.
Névnapok: Olivér + Amál, Amália, Iliász, Kolumbán, Mária, Ria, Rúfusz

## Események
- 235 – Anterósz pápa trónra lép.
- 1642 – Jakusics György kerül az egri egyházmegye élére.
- 1783 – 12 kilométeres légi utazást hajt végre a Montgolfier testvérek hőlégballonjával Jean-François Pilâtre de Rozier francia fizikus és François Laurent d’Arlandes márki. Ezzel kezdődött az emberi repülés története.
- 1789 – Észak-Karolina az USA 12. tagállama lesz.
- 1806 – Napóleon kihirdeti a kontinentális zárlatot, amelyben egész Európának megtiltja, hogy Angliával kereskedjék.
- 1831 – A lyoni selyemszövő munkások felkelése.
- 1849 – Az előző napon felavatott Széchenyi lánchídon megkezdik a hídvám szedését.
- 1882 – Goosen búr köztársaság megalapítása Dél-Afrikában.
- 1916 – I. Ferenc József, az Osztrák–Magyar Monarchia uralkodója, osztrák császár, magyar és cseh király halála után IV. Károly lesz az utolsó magyar király (I. Károly néven osztrák császár).
- 1916 - HMHS Britannic (kórházhajó) reggel 8:12 perckor a Kea-csatornánál elsüllyedt. A kutatók máig vitatkoznak, hogy aknára futott vagy torpedó-találat érte.
- 1945 – Guatemala az ENSZ tagja lesz.
- 1956 – Romániába, Snagovba viszik Nagy Imrét és társait.
- 1956 – A Magyar Forradalmi Munkás-Paraszt Kormány megakadályozza az Országos Munkástanács megalakulását.
- 1964 – Budapesten felavatják az új Erzsébet hidat (tervezője: Sávoly Pál).
- 1969 – Amerikai rakéta pályára állítja az első angol katonai távközlési műholdat, a Skynet–1-et.
- 1983 – Kutatásait befejezve belép a Föld légkörébe a nemzetközi csillagászati műhold, az IRAS.
- 1984 – Megkezdődik a Mózes hadművelet, melynek során körülbelül 8000 etiópiai zsidót szállítottak Szudánból közvetlenül Izraelbe.
- 1989 – Németh Miklós a Parlamentben bejelenti, hogy Magyarország bruttó külföldi adóssága az év végére eléri a 20 milliárd dollárt, az államháztartás összes adóssága 1100 milliárd forint lesz, egyúttal elismeri, hogy a vezetés még a 80-as évek közepén is hamis adatokat közölt az adósságállományról.
- 1989 – Németh Miklós a Parlamentben bejelenti, hogy Czinege Lajos lemondott hadseregtábornoki rendfokozatáról. Lemond Maróthy László környezetvédelmi és vízgazdálkodási miniszter is.
- 1989 – Az amerikai General Electric nemzetközi konszern megvásárolja a Tungsram részvényeinek 50%-át.
- 1990 – Victor Vasarely magyar festőművészt díszdoktorává avatja a budapesti Képzőművészeti Főiskola.
- 1992 – Az egyidőben ülésező FKGP Torgyán-párti és Torgyán-ellenes  szárnya kölcsönösen kizárják egymást a pártból.
- 1995 – Székesfehérváron felavatják az IBM első kelet-európai merevlemez gyártó üzemét.
- 1995 – Daytonban megegyezés születik a délszláv háborús felek között a béke feltételeiben, ezek után Bosznia-Hercegovina egységes állam marad, de területét kettéosztják (a daytoni szerződést december 14-én írják alá).
- 1996 - A Puerto Rico-i San Juanban egy hatemeletes irodaépületben gázszivárgás következtében hatalmas erejű robbanás történt. A tragédiában 33 ember életét vesztette, 80-an pedig megsérültek. [1]
- 2002 – Litvánia csatlakozási tárgyalásokat kezd a NATO-val.
- 2004 – Viktor Janukovics nyerte az ukrajnai elnökválasztást a hivatalos eredmények szerint. A csalást emlegető ellenzék utcára viszi narancssárgába öltöztetett híveit.

## Születések
- 1694 – Voltaire (eredeti nevén François Marie Arouet) francia író, filozófus († 1778)
- 1718 – Hatvani István magyar orvosdoktor, a debreceni Kollégium tanára († 1786)
- 1768 – Friedrich Schleiermacher német evangélikus lelkész, teológus († 1834)
- 1790 – Beregszászi Nagy Pál magyar mérnök, építészeti felügyelő és rajztanár († 1865)
- 1818 – Orbán József magyar pedagógus († 1896)
- 1834 – Hetty Green amerikai üzletasszony, a Wall Street-i boszorkány († 1916)
- 1851 – Réthy László magyar etnográfus, numizmatikus, aki Lőwy Árpád álnéven sikamlós verseket írt († 1914)
- 1852 – Francisco Tárrega spanyol zeneszerző és gitárművész, a mai klasszikus gitárjáték technikájának megalapozója († 1909)
- 1854 – XV. Benedek pápa († 1922)
- 1855 – Ignazio Panzavecchia máltai pap, politikus († 1925)
- 1860 – Karacs Imre magyar színész, színházigazgató († 1914)
- 1869 – Láng-Miticzky Ernő magyar királyi titkos tanácsos, törvényszéki bíró, táblabírósági elnök, felsőházi tag († ?)
- 1889 – Baross Endre magyar földbirtokos, gazdasági főtanácsos, borász, országgyűlési képviselő († 1950)
- 1891 – Alfred Sturtevant amerikai genetikus († 1970)
- 1898 – René Magritte belga szürrealista festőművész († 1967)
- 1900 – Tassy András magyar színész († 1963)
- 1902
  - Mihail Andrejevics Szuszlov szovjet kommunista politikus, ideológus, az SZKP PB tagja († 1982)
- 1905 – Kozmutza Flóra magyar pszichológus, József Attila kezelője, utolsó szerelme († 1995)
- 1907 – Charles Korvin (Kárpáthy Korvin Géza), magyar nemzetiségű amerikai színész († 1998)
- 1909 – Bordy Bella magyar színésznő, balettművész, érdemes művész († 1978)
- 1910 – Both Béla magyar rendező, színművész (Bacsó Péter „A tanú” című filmjében Bástya elvtárs alakítója) († 2002)
- 1912 – Eleanor Powell amerikai színésznő és táncos († 1982)
- 1916 – Csorba Győző Kossuth-díjas magyar író, költő, műfordító  († 1995)
- 1921 – Joonas Kokkonen finn zeneszerző († 1996)
- 1925 – Lejtényi Éva magyar színésznő, színházi súgó († 2021)
- 1928 – Stefanik Irén Jászai Mari-díjas magyar színésznő († 1976)
- 1937 – Kósa Ferenc Balázs Béla-díjas magyar filmrendező, érdemes művész, politikus († 2018)
- 1938 – Robert Drivas amerikai színész  († 1986)
- 1940 – Dr. John New Orleans-i billentyűs († 2019)
- 1942 – Hamari Júlia magyar opera-énekesnő
- 1943 – Barótfi István gépészmérnök, egyetemi tanár
- 1943 – Jacques Laffite (Jacques-Henri Marie Sabin Laffite) francia autóversenyző
- 1945 – Goldie Hawn Oscar-díjas amerikai színésznő
- 1946 – Andrew Davis amerikai filmrendező, producer
- 1950 – Alberto Juantorena olimpiai bajnok kubai atléta
- 1955 – Fazekas István Jászai Mari-díjas magyar színész
- 1965 – Alexander Siddig szudáni születésű brit színész, rendező
- 1965 – Björk izlandi énekesnő, színésznő
- 1971 – Náksi Attila (Dj. Náksi) magyar dj, zeneszerző, producer
- 1973 – Fehér Adrienn EMeRTon-díjas magyar színésznő, énekesnő
- 1978 – Petra Dallmann német úszónő
- 1980 – Hirojuki Tomita japán tornász
- 1984 – Álvaro Bautista spanyol motorversenyző
- 1985 – Jesús Navas spanyol labdarúgó
- 1986 – Nagy Kornél magyar kézilabdázó
- 1986 – Johannes van den Bergh német labdarúgó
- 1990 – Thomas Mustin (Mustii), belga énekes, színész
- 1992 – Conor Maynard angol énekes
- 1994 – Saúl Ñíguez spanyol labdarúgó

## Halálozások
- 496 – I. Geláz pápa  (* ismeretlen)
- 1555 – Agricola német tudós (* 1494)
- 1647 – Jakusics György egri püspök (* 1609)
- 1695 – Henry Purcell angol zeneszerző (* 1659)
- 1811 – Heinrich von Kleist német költő (* 1777)
- 1830 – Kisfaludy Károly magyar író, költő, drámaíró, festőművész (* 1788)
- 1851 – Csáky Antalné magyar írónő (* 1785)
- 1854 – Blaschnek Sámuel Benjámin magyar földmérő (* ismeretlen)
- 1864 – Beöthy Károly magyar ügyvéd és Győr megye alügyésze (* 1820)
- 1887 – Bobics Károly magyar mérnök (* 1812)
- 1888 – Herrich Károly magyar vízépítő mérnök, a Tisza-szabályozás felügyelője (* 1818)
- 1888 – Ballagi Károly magyar királyi tanácsos és tanfelügyelő (* 1824)
- 1893 – Majer István pedagógus (* 1813)
- 1916 – I. Ferenc József osztrák császár, magyar és cseh király, az Osztrák–Magyar Monarchia első uralkodója (* 1830)
- 1923 – Radnai Béla magyar szobrászművész (* 1873)
- 1938 – Leopold Godowsky lengyel-amerikai zeneszerző, zongoraművész és zenepedagógus (* 1870)
- 1942 – Leopold von Berchtold gróf, osztrák politikus, 1912–15-ig az Osztrák–Magyar Monarchia külügyminisztere (* 1863)
- 1944 – Kemény Ferenc sportszervező, pedagógus, tanügyi író, humanista békeharcos, a NOB alapító tagja, a Magyar Olimpiai Bizottság alapító titkára (* 1860).
- 1946 – Gratz Gusztáv magyar újságíró, politikus, miniszter, közgazdasági és történetíró, az MTA levelező tagja (* 1875)
- 1948 – Dálnoki Miklós Béla honvéd vezérezredes, 1944. december – 1945. november között a magyar Ideiglenes Nemzeti Kormány miniszterelnöke (* 1890)
- 1953 – Felice Bonetto olasz autóversenyző (* 1903)
- 1961 – Mező Ferenc magyar sporttörténész, tanár, olimpiai bajnok (* 1885)
- 1964 – Hanzó Lajos Kossuth-díjas magyar történész, pedagógus (* 1915)
- 1969 – Harrer Ferenc várospolitikus, miniszter, jogász (* 1874)
- 1971 – Ugray György magyar szobrász (* 1908)
- 1972 – Fonó Albert Kossuth-díjas magyar gépészmérnök, a torlósugár-hajtómű feltalálója, az MTA levelező tagja (* 1881)
- 1974 – Frank Martin svájci zeneszerző (* 1890)
- 1979 – Zsozef Jakovlevics Kotyin szovjet harckocsitervező, miniszterhelyettes (* 1908)
- 1982 – Bartókné Pásztory Ditta magyar zongoraművész, érdemes művész, Bartók Béla második felesége (* 1903)
- 1987 – Demján Éva Jászai Mari-díjas magyar előadóművész, érdemes művész (* 1912)
- 1994 – Fehér Miklós Jászai Mari-díjas magyar díszlettervező, érdemes és kiváló Művész (* 1929)
- 2001 – Novák István Jászai Mari-díjas magyar színész, érdemes és kiváló művész, a debreceni Csokonai Színház örökös tagja (* 1920)
- 2005 – Kazán István Jászai Mari-díjas magyar rendező, főiskolai tanár (* 1924)
- 2009 – Konsztantyin Petrovics Feoktyisztov, a Voszhod–1 űrhajósa (* 1926)
- 2017 – Stadler József, magyar vállalkozó, üzletember (* 1951)
- 2020 – Mihály Tamás, Kossuth-díjas magyar basszusgitáros, zeneszerző (Omega) (* 1947)
- 2020 – Jožef Smej maribori püspök (* 1922)
- 2022 – Mészöly Kálmán magyar válogatott labdarúgó, mesteredző (* 1941)

## Nemzeti ünnepek, emléknapok, világnapok
→Sablonvita:Ünnepek/11-21:
- Szűz Mária bemutatásának ünnepe a katolikus egyházban (a jeruzsálemi Mária-templom 543-as felszentelésének napján)[2]
- A televízió világnapja [3]